# Mitropolia Munteniei și Dobrogei
Mitropolia Munteniei și Dobrogei este din 1990 o subdiviziune administrativă a Bisericii Ortodoxe Române. 

## Istoric
- vezi: Mitropolia Ungrovlahiei

## Organizarea administrativă
- Arhiepiscopia Bucureștilor
  - Arhiepiscop: Daniel Ciobotea
  - Episcop-vicar: Timotei Aioanei

- Arhiepiscopia Tomisului
  - Arhiepiscop: Teodosie Petrescu

- Arhiepiscopia Târgoviștei
  - Arhiepiscop: Nifon Mihăiță

- Arhiepiscopia Argeșului și Muscelului
  - Arhiepiscop: Calinic Argatu

- Arhiepiscopia Dunării de Jos
  - Arhiepiscop: Casian Crăciun

- Arhiepiscopia Buzăului și Vrancei
  - Arhiepiscop: Ciprian Spiridon

- Episcopia Sloboziei și Călărașilor
  - Episcop: Vincențiu Grifoni

- Episcopia Alexandriei și Teleormanului
  - Episcop: Galaction Stângă

- Episcopia Giurgiului
  - Episcop: Ambrozie Meleacă

- Episcopia Tulcii
  - Episcop: Visarion Bălțat